# 馬克·丁厄曼瑟
馬克·丁厄曼瑟（荷蘭語：Mark Dingemanse，1983年—）是一名荷蘭語言學家和非洲學家，奈梅亨拉德堡德大學語言研究中心語言與溝通專業的副教授。丁厄曼瑟於2006年在萊頓大學獲得非洲語言和文化碩士學位，並於2011年在拉德堡德大學獲得博士學位。他也是奈梅亨馬克斯·普朗克心理語言學研究所多模態語言與認知研究小組的高級研究員。丁厄曼瑟曾在加納東部進行語言實地考察，並對各種語言進行比較研究。他是「對話的基本粒子」研究項目的首席研究員，該項目研究日常用語中的小詞。2020年，丁厄曼瑟被荷蘭皇家藝術與科學學院於授予海尼根青年科學家獎。

## 外部連結
- YouTube上的Is 'Huh?' a universal word?. Video by Huh?. Duration 20s.